# Mont Saint-Élie
Le mont Saint-Élie (en anglais : Mount St. Elias) est un sommet d'Amérique du Nord culminant à 5 488 m d'altitude. Il est nommé en l'honneur du prophète Élie.

## Toponymie
Dans la langue autochtone, le tlingit, il est appelé Yaas'éit'aa Shaa, ce qui signifie  « la montagne au-delà de la baie de glace » et quelquefois Shaa Tléin, « grande montagne ».
Certains historiens attribuent le choix du nom St. Elias à Vitus Béring lui-même, d’autres pensent que les cartographes du XIXe siècle l'ont baptisé ainsi par la suite.

## Géographie
Le mont Saint-Élie est situé sur la frontière entre l'Alaska (États-Unis) et le Yukon (Canada), à une vingtaine de kilomètres seulement du golfe de l'Alaska et à environ 40 kilomètres au sud-ouest du mont Logan, la plus haute montagne du Canada.
Le mont Saint-Élie fait partie du parc national de Wrangell - Saint-Élie (Wrangell - St. Elias National Park) côté américain et du parc national de Kluane côté canadien. Le site se caractérise par des montagnes, vallées et rivières abritant une grande variété de faune et flore sauvages.
Le mont Saint-Élie est connu pour être le plus haut sommet aussi proche d'une mer ou d'un océan. Son sommet ne se trouve qu'à 18 kilomètres du fond du fjord Taan. Cela donne au sommet un immense relief vertical, comparable en cela au mont McKinley ou aux sommets himalayens.

## Histoire
Cette montagne a été signalée pour la première fois le 16 juillet 1741 par le dano-russe Vitus Béring. Les environs ont également été explorés en juin 1786 par l'expédition de la Pérouse. En 1886, le New York Times finance la première expédition sur le mont Saint-Élie qui passait communément à cette époque pour être le plus haut sommet de l'Amérique du Nord. Cette expédition, ainsi que la suivante deux ans plus tard, sont des échecs. En 1890, Israel Cook Russell atteint le col qui porte son nom et qui se situe au pied du versant nord de la montagne.
Le mont Saint-Élie a été gravi pour la première fois le 31 juillet 1897 par l'explorateur italien, le prince Louis-Amédée de Savoie (qui reconnut aussi la voie actuelle du K2) accompagné des membres de son équipe : Jean-Antoine Maquignaz, Joseph Petigax, le photographe Vittorio Sella, Umberto Cagni, Francesco Gonella, Laurent Croux, Erminio Botta, Filippo De Filippi et André Pellissier. La seconde ascension n'eut lieu qu'en 1945, quand un groupe du club alpin de l'université Harvard — dont l'historien de la montagne Dee Molenaar — le gravirent par la voie du Southwest Ridge. Le mont Saint-Élie est très peu escaladé de nos jours, malgré sa hauteur, à cause des terribles conditions météorologiques dues à sa proximité de l'océan. Compte tenu de sa position en latitude, les neiges persistantes occupent toute la montagne au-dessus de 600 mètres d'altitude.
Le 26 mai 2021, deux grimpeurs québécois, Fréderic Dion et Bruno-Pierre Couture ont atteint le sommet en empruntant une voie sur la face nord, ce qui pourrait constituer une première.